# Rob Bailey
Rob Bailey ist ein australischer Musiker. Von April 1974 bis Januar 1975 war er Bassist der Hardrock-Band AC/DC.

## Werdegang
Bailey spielte Bassgitarre bei Flake (1973), Acid Road, Rudy and the Aardvarks und Natural Gas. Letztere unterstützten die Australien-Tournee der Rolling Stones in den Jahren 1972 und 1973.
Von April 1974 bis Januar 1975 war Bailey festes Mitglied der australischen Hardrockband AC/DC. Er trat der Gruppe im April 1974 bei, zusammen mit Malcolm Young (Rhythmusgitarre), Angus Young (Leadgitarre), Dave Evans (Leadgesang) und Peter Clack (Schlagzeug). Er erschien in frühen Videoaufnahmen von AC/DC, dem Last Picture Show Theatre Video von Can I Sit Next To You Girl. Im August 1974 unterstützten sie Lou Reed auf seiner Rock’n’Roll Animal Tour durch Australien.
Bailey war Bandmitglied während der Aufnahme ihres Debütalbums, und obwohl man davon ausgeht, dass er auf dem Album High Voltage (veröffentlicht im Februar 1975) mitspielte, wurde der Credit für die Bassgitarre auf dem Album George Young gegeben, der sich mit Bailey abwechselte. Zudem gab es zwei Fassungen, eine nur für Australien und Neuseeland und eine für Großbritannien. Er verließ die Gruppe im Januar 1975. Nach Baileys Weggang hatten AC/DC bis zu Mark Evans im März 1975 keinen regulären Bassgitarristen; während dieser Zeit wurde die Position abwechselnd von Larry Van Kriedt, Malcolm Young, seinem älteren Bruder George Young und gelegentlich von Paul Matters besetzt.
Bailey trat mit Wayne Green und Brett Keyser (ehemals Innocent Bystanders) als Company of Men in Westaustralien auf, unterstützt von The Dingoes. Er hat 3 Töchter.